# Lilian Cristina Lopes Gonçalves
Lilian Cristina Lopes Gonçalves -conocida como Lilian- (Sorocaba, 31 de enero de 1975) es una jugadora brasileña de baloncesto que ocupa la posición de alero y base.
Fue parte de la Selección femenina de baloncesto de Brasil con la que alcanzó la medalla de bronce en los Juegos Olímpicos de Sídney 2000. En el ámbito no olímpico, junto al seleccionado brasileño ganó la medalla de bronce en los Juegos Panamericanos de 2003 realizados en Santo Domingo y fue campeona del Campeonato Sudamericano de Baloncesto adulto realizado de Perú en 2001, Ecuador en 2003, Colombia en 2005 y Paraguay en 2006.